# Крестовоздвиженский Кылтовский монастырь
Крестовоздви́женский Кы́лтовский монасты́рь — первая женская обитель в Коми, построенная в конце XIX века. Монастырь находится в посёлке Кылтово Княжпогостского района.
У монастыря два подворья: в Сыктывкаре и в Серёгове.

## История
Крестовоздвиженский Кылтовский женский монастырь Русской православной церкви (Московский патриархат) был основан в 1878 году архангелогородским купцом первой гильдии Афанасием Васильевичем Булычёвым, владельцем Серёговского солеваренного завода, погребённом в Соловецком мужском монастыре иноком. В 1894 году был построен кирпичный собор преподобных Зосимы и Савватия, Соловецких чудотворцев.
По преданию, раньше на месте монастыря жил в отшельничестве богомольный православный христианин. Он поставил вблизи от своей избушки большой деревянный крест. После его смерти этот крест, излучавший свет, нашли заблудившиеся путники. С тех пор место на берегу речки Кылтовки получило название «Крестовый стан», чудесный крест хранится в Кылтовском монастыре и «обладает даром исцеления», поэтому и в честь православного праздника Воздвижения Животворящего Креста Господня решено было монастырь именовать Крестовоздвиженским.
Кылтовская обитель привлекала чудотворными святынями: чудотворный Крест Господень, иконы — «Феодоровская» (список с иконы семьи Романовых), «Целительница», «Скоропослушница», «Казанская», «Иерусалимская».
В монастыре существовали единственные в Коми крае золотошвейная и иконописная мастерские. В новой обители в Кылтове поселились монахини, прибывшие из Шенкурского монастыря во главе с будущей игуменьей Филаретой. Согласно страховым карточкам, Кылтовскому монастырю принадлежали два заводика (смолокуренный и гончарный), конюшня, погреба, жилые корпуса, дом для священника.
Осенью 1911 года было закончено строительство каменной пятиглавой церкви, выполненной в русско-византийском стиле.
Всего к 1911 года обитель владела 44 постройками — хозяйственными, жилыми и культовыми. Монастырь был обнесён деревянным забором и кирпичной стеной, остатки которой можно увидеть и по сей день.
Через шесть лет после начала дела по ходатайству об основании монастыря, в апреле 1894 года Святейший синодом принял указ «об учреждении на жертвуемой Архангельским 1 гильдии купцом Афанасием Васильевичем Булычевым земли в Вологодской губернии, Яренского уезда, Ибской волости, при речках Кылтовке и Большой Ели Зырянского общежительного женского монастыря с наименованием его Крестовоздвиженским монастырем, с богадельнею при нём и с таким числом монашествующих, какое обитель по своим средствам может содержать».
В 1918 году безбожники монастырь закрыли и открыли здесь Кылтовскую трудовую сельхозобщину, в которой трудились бывшие монахини, затем почти все насельницы были репрессированы, осуждены. Через пять лет община была ликвидирована, монастырские строения переданы под детскую колонию, получившую в 1924 года статус детского дома. С этого времени Кылтово стало известно под названием Кылтовский детский городок.
В 1930 году детский городок был ликвидирован, его производственную базу передали Управлению исправительно-трудовых лагерей, через год здесь был создан совхоз Ухтпечлага (здесь в заключении находился и скончался митрополит Одесский и Херсонский Анатолий (Грисюк)). В списке населённых пунктов 1960 года фигурируют посёлки Кылтово-1 (посёлок лесозаготовителей) и Кылтово-2 (посёлок совхоза Кылтово, расположенный в 2 км от Кылтово-1). В 1965 года посёлки были объединены.
С 1971 года сохранившиеся сооружения Кылтовского монастыря охраняются государством как памятники архитектуры.
Ныне постройки переданы Русской православной церкви. 16 июля 1995 года вновь открыт женский монастырь. Действуют храм Зосимы и Савватия, храм Святого Афанасия Афонского.
В сестринском корпусе проживают монахини, ведутся службы. Добровольцы восстанавливают монастырь.

## Программа воссоздания монастыря
С благословения епископа Сыктывкарского и Воркутинского Питирима создан Фонд «Воздвижение Креста». Задача Фонда — возродить монастырь в его первозданном виде. В монастыре, как и ранее, организуется хозяйственная деятельность, будут содержаться нуждающиеся в уходе престарелые и инвалиды, проходить реабилитацию люди зависимые от наркотиков, алкоголя.

### Мероприятия программы
Список объектов монастыря, подлежащих восстановлению:
1. Собор преподобных Зосимы и Савватия
2. Колокола на большой звоннице
3. Двухэтажная деревянная церковь с колокольней
4. Деревянная рубленная часовня Животворящего Креста
5. Надвратная церковь
6. Исторический въезд
7. Святые ворота и прясло ограды
8. Кирпичная стена, ограждающая монастырь
9. Сторожевые помещения
10. Два дома для священнослужителей
11. Гостиница для паломников
12. Дом для работников — трудников (250 мест проживания, в том числе временного)
13. Богадельня для престарелых инвалидов на 20 мест, с дальнейшим расширением по потребностям
14. Капитальный ремонт сохранившейся деревянной пристройки — крыла сестринского корпуса
15. Строительство уничтоженной деревянной пристройки — крыла сестринского корпуса
16. Строительство кирпичного завода
17. Мастерская иконописная
18. Мастерская золотошвейная
19. Мастерская деревянных изделий
20. Мастерская ковровая
21. Завод по производству скипидара
22. Мастерская гончарная
23. 2 конюшни
24. 3 скотных двора
25. 2 деревянных рубленных амбара

Дополнительно:
1. Создание музейного комплекса
2. Разбивка парков, аллей, системы дорог.

### Организаторы программы
Органы управления:
Попечительский Совет Фонда «Воздвижение Креста», одной из основных функций которого является контроль финансовой деятельности, возглавляет настоятельница открытого вновь в 1995 году и затем частично отремонтированного Крестовоздвиженского Кылтовского женского монастыря игумения Стефанида.

### Финансовое обеспечение программы
Общая стоимость реализации проекта воссоздания Крестовоздвиженского Кылтовского женского монастыря составляет ориентировочно 455 млн рублей
Финансирование работ по воссозданию монастыря осуществляется за счет добровольных пожертвований физических и юридических лиц, общественных организаций и Русской Православной Церкви, поступающих в фонд «Воздвижение Креста».